# Zorocrates mordax
Zorocrates mordax es una especie de araña del género Zorocrates, familia Zoropsidae. Fue descrita científicamente por O. P.-Cambridge en 1898.
Habita en México.